# 氯甲喹啉酸
氯甲喹啉酸是一种含氮有机氯化合物，化学式C
11H
8ClNO
2，化学名：7-氯-3-甲基-8-喹啉甲酸，属于芳香族有机酸类除草剂，1993年由巴斯夫首次生产。